# International Lesbian and Gay Association
L'ILGA (International Lesbian and Gay Association) è l'associazione internazionale che riunisce più di 400 gruppi gay e lesbici di tutto il mondo. È attivo con campagne per i diritti omosessuali, sulla scena internazionale dei diritti umani e civili, e presenta regolarmente petizioni alle Nazioni Unite e ai governi. L'ILGA è rappresentato in circa 90 nazioni del mondo.

## Organizzazione
L'ILGA è diviso nelle seguenti branche regionali:
- ILGA-Africa (ILGA regionale per l'Africa)
- ILGA-Asia (ILGA regionale per l'Asia)
- ILGA-ANZAPI (ILGA regionale per l'Australia, la Nuova Zelanda, Aotearoa e le isole del Pacifico)
- ILGA-Europe (ILGA regionale per l'Europa)
- ILGA-North America (ILGA regionale per l'America del nord)
- ILTGA-LAC (ILGA regionale per l'America latina e la regione caraibica)

## Storia
L'ILGA venne fondata l'8 agosto 1978 durante la conferenza della Campaign for Homosexual Equality a Coventry (Inghilterra), durante un incontro cui parteciparono 30 persone in rappresentanza di 17 organizzazioni di 14 paesi. Venne inizialmente chiamata International Gay Association (IGA), ma cambiò il nome in ILGA nel 1986. La prima associazione conosciuta che combatté per i diritti degli omosessuali fu “The Society for Human Rights”, fondata a Chicago nel 1924.
La Conferenza di Coventry fece anche appello ad Amnesty International (AI) affinché sollevasse il problema della persecuzione di gay e lesbiche. Al termine di una campagna che durò 13 anni, AI incluse i diritti degli omosessuali nel proprio mandato, e ancora oggi è tra i più appassionati difensori dei diritti LGBT a livello internazionale.
Il ruolo dell'ILGA fu anche indispensabile per il depennamento dell'omosessualità dalla lista delle malattie mentali dell'Organizzazione Mondiale della Sanità.
L'ILGA fu la prima associazione per i diritti gay a guadagnare lo “status consultivo” come organizzazione non governativa presso le Nazioni Unite. In suo nome vennero presentate relazioni alla Sottocommissione delle Nazioni Unite per la prevenzione della discriminazione e la tutela delle minoranze (sessioni del 1993 e del 1994) e alla Commissione delle Nazioni Unite per i diritti umani (sessione del 1994). Questo status venne però sospeso nel settembre 1994. Il Consiglio d'Europa rispose allora alle richieste per uno status consultivo da lungo tempo avanzate dall'ILGA con un'inchiesta sulle motivazioni della sospensione dall'ONU, e alla fine del 1997 soddisfece la richiesta dell'organizzazione garantendole lo status consultivo. Il Programma congiunto delle Nazioni Unite sull'HIV/AIDS (UNAIDS) sentenziò che, a causa della controversia, non avrebbe finanziato nessun progetto che fosse collegato all'ILGA. Attualmente, ILGA-Europe e l'Australian Coalition of Activist Lesbians sono le uniche associazioni per la tutela dei diritti degli omosessuali presso il Consiglio Economico e Sociale.
La sezione europea dell'ILGA è accreditata anche presso la Commissione europea ed è da essa parzialmente finanziata.

### La controversia e la perdita dello status consultivo all'ONU nel 1994
Nell'estate del 1993 l'ILGA ottenne lo status consultivo presso il Consiglio economico e sociale delle Nazioni Unite (ECOSOC) come organizzazione non governativa, aggregandosi ad altre 3.000 organizzazioni con sede in tutto il mondo. Tuttavia, lo status venne sospeso nel 1994 in seguito a una campagna condotta da Jesse Helms e incentrata sull'affiliazione del NAMBLA all'ILGA. I membri dell'ILGA votarono – 214 contro 30 – a favore dell'espulsione di tre gruppi pedofili, ma ciò non fu sufficiente per convincere l'ONU dell'assenza, tra i membri dell'associazione, di altre organizzazioni che sostenessero la pedofilia.
Nel 1985, l'ILGA aveva votato una risoluzione nella quale si affermava che “i giovani hanno diritto all'auto-determinazione sessuale e sociale e che le leggi sull'età del consenso operano spesso verso l'oppressione anziché la protezione”. Nonostante questa apparente concordanza con le tesi del NAMBLA sull'età del consenso – congruenza espressa solo nove anni prima – alla fine del 1994 questa organizzazione, assieme ad altre due (MARTIJN e Project Truth), venne espulsa dall'ILGA con l'accusa di essere meri “gruppi il cui scopo principale è quello di supportare e promuovere la pedofilia”. L'azione fu tuttavia considerata non adeguata, e l'ONU ritirò lo status consultivo all'ILGA con motivazioni “basate sulle preoccupazioni sorte su membri o società associate che promuovono o giustificano la pedofilia”.
Nel 2001 l'ILGA fece domanda perché il suo status venisse ripristinato, ma il 30 aprile 2002 il Consiglio economico e sociale bocciò la richiesta con 29 voti contro 17. Il Washington Times affermò che le cause del rigetto della domanda andavano ricercate nel mancato apporto, da parte dell'associazione, di prove sufficienti tese a dimostrare la definitiva espulsione del NAMBLA e degli altri gruppi pedofili dal novero dei propri membri, avendo l'ILGA rifiutato di fornire agli agenti delle Nazioni Unite la lista completa dei propri affiliati. L'ILGA aveva giustificato questa reticenza chiedendo che venisse preso in considerazione il fatto che in molti paesi l'omosessualità è ancora sanzionabile penalmente, e che l'infrazione della segretezza avrebbe permesso l'identificazione di gruppi localizzati in aree pericolose.
Il 3 maggio 2003 l'ECOSOC respinse, con un'altra votazione, la richiesta di ottenimento dello status consultivo. Un'ennesima domanda dell'ILGA, alla quale si associarono numerose altre associazioni LGBT, è stata rigettata il 23 gennaio 2006.
Oggi, l'ILGA afferma di aver completamente espunto ogni istanza pro-pedofilia, e la sua attività di promozione dei diritti degli omosessuali procede in ogni regione del globo. Tuttavia, lo scandalo NAMBLA è ancora vivo nella memoria, e utilizzato dagli oppositori del movimento LGBT.
Nel luglio 2006, il voto contrario dei paesi africani, di quelli islamici, degli Usa e dell'Australia, le è stato nuovamente negato dall'Ecosoc lo status consultivo.
Nel dicembre 2006 lo stesso Ecosoc ha poi deliberato (con il voto a favore dei paesi europei e quello contrario dei paesi africani e asiatici in cui l'omosessualità è ancora oggi punita con la pena di morte) di accreditare come organizzazione avente status consultivo la sezione europea dell'Ilga.
Nel giugno 2011, l'ECOSOC ha concesso lo status consultivo all'ILGA dopo un voto di 29 contro 14, nonostante la forte opposizione dei paesi africani e islamici.